# Mjangad járás
Mjangad járás (mongol nyelven: Мянгад сум) Mongólia Hovd tartományának egyik járása. Területe 3258 km². Népessége kb. 3500 fő.
A Har-Usz-tótól északra terül el, a Hovd folyó deltája is a járáshoz tartozik. 
Székhelye Bajanhosú (Баянхошуу), Hovd tartományi székhelytől északra fekszik.